# Телевізійна синдикація

## Про синдикейшн
В системі радіобізнесу синдикейшн-компанії або компанії-виробники займаються виробництвом радіопрограм, радіореклами та іншого готового до трансляції продукту та продажем його на радіостанції.
На сьогодні синдикейшн є однією з галузей радіобізнесу, які переживають бурхливий розвиток. Виробництвом програм на продаж починають займатися не лише великі центральні радіокомпанії, але й дрібні регіональні. Практично кожна регіональна компанія має продукт, який вона готова виставити на продаж або запропонувати до трансляції в ефірі інших радіостанцій.

## Українські синдикейшн-компанії
"ФДР-Радіоцентр" (Київ)

"НаВсіСто.Com" (Київ)

"Global Radio Service" (Київ)

"Tempo Studio" (Київ)

"Діва-Продакшн" (Київ)[недоступне посилання з липня 2019]

Радіо "Воскресіння" (Львів)[недоступне посилання з липня 2019]

"Укрпростір" (Запоріжжя)